# Trisetum pauciflorum
Trisetum pauciflorum är en gräsart som beskrevs av Keng f. Trisetum pauciflorum ingår i släktet glanshavren, och familjen gräs. Inga underarter finns listade i Catalogue of Life.